# Bormes-les-Mimosas
 Bormes-les-Mimosas  é uma comuna francesa na região de Provença-Alpes-Costa Azul.

Brasão de armas de Bormes-les-Mimosas.

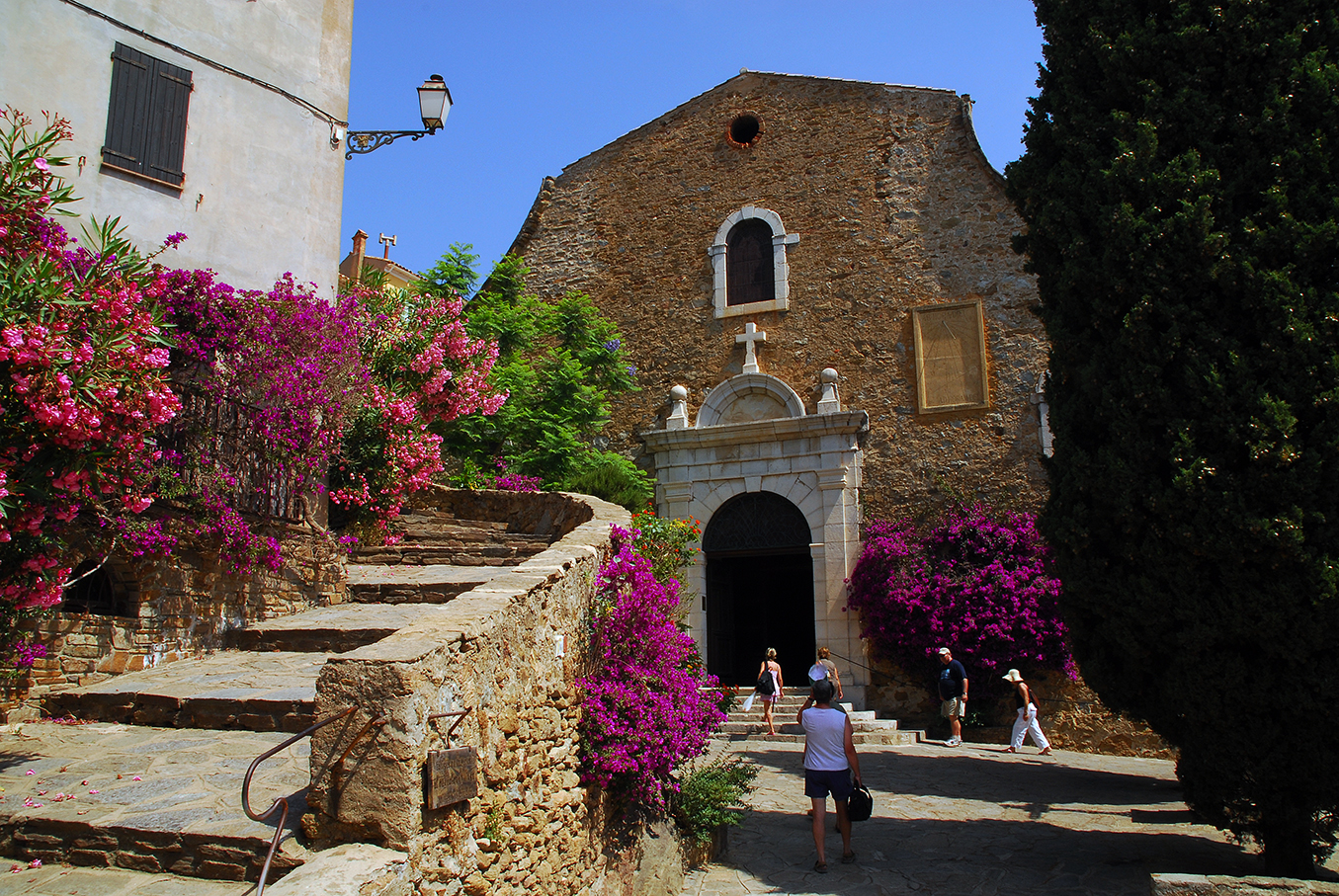
Eglise St-Trophyme

## Vistas
- Place St-Francois
- La chapelle Notre-Dame-de-Constance
- Église St-Trophyme
- La chapelle Notre-Dame-de-Constance
- Château des Seigneurs de Foz
- Musee "Arts et Histoire